# 多毛铃子香
多毛铃子香（学名：Chelonopsis mollissima）为唇形科铃子香属下的一个种。

## 扩展阅读
- 維基物種上的相關：多毛铃子香